# Heligmonevra madagascarensis
Heligmonevra madagascarensis là một loài ruồi trong họ Asilidae. Heligmonevra madagascarensis được Bromley miêu tả năm 1942. Loài này phân bố ở vùng nhiệt đới châu Phi.